# 长药裂叶铁线莲
长药裂叶铁线莲（学名：Clematis parviloba var. tenuipes）为毛茛科铁线莲属下的一个变种。

## 扩展阅读
- 維基物種上的相關：长药裂叶铁线莲